# Aghvan Vardanyan
Aghvan Arshaviri Vardanyan (en arménien : Աղվան Արշավիրի Վարդանյան) (né le 7 octobre 1958) est un homme politique arménien, ancien membre de l'Assemblée nationale d'Arménie et ancien ministre du travail et des affaires sociales.

## Biographie
Vardanyan est né en 1958 dans le village de Gemur dans la République socialiste soviétique autonome du Nakhitchevan de la RSS d'Azerbaïdjan. Il étudie à l'Université d'État d'Erevan de 1977 à 1982 à la Faculté de philologie. De 1982 à 1987, Vardanyan a été secrétaire exécutif du journal de l' Université d'Erevan. Pendant les trois années suivantes, Vardanyan a travaillé pour les magazines Aghbyur et Garoun et, en 1987, est devenu membre de l' Union des écrivains d'Arménie. Il a rejoint le parti de la Fédération révolutionnaire arménienne (FRA) en 1990 et jusqu'en 1993 a été le secrétaire de l'Union des écrivains d'Arménie. Entre 1991 et 1993, Vardanyan a été rédacteur en chef du journal de la FRA, Yerkir et de 1993 à 1994 a été employé de la station de radio Azatutyun (le service arménien de Radio Free Europe/Radio Liberty).
De 1994 à 1996, Vardanyan a travaillé pour le magazine ARF Droshak à Athènes et entre 1996 et 1999 a été rédacteur en chef du Media Center Yerevan. En 1999, il est élu à l' Assemblée nationale d'Arménie et la même année est devenu membre du Bureau de l'ARF, la plus haute instance décisionnelle du parti. En 2001, Vardanyan a été élu membre du Corps suprême de l'ARF et a dirigé la faction parlementaire de l'ARF. Deux ans plus tard, il est de nouveau élu au parlement et nommé ministre du travail et des affaires sociales. Le 1er mai 2018, le Conseil suprême de la FRA d'Arménie annonce qu'il appelait Vardanyan à démissionner de son poste parlementaire. Le conflit est né après qu'il a refusé de voter avec la faction FRA pour l'élection de Nikol Pashinyan au poste de Premier ministre. Le 3 mai, il démissionne de son poste parlementaire. Le 4 mai, le Conseil suprême de la FRA d'Arménie annonce son renvoi. Vardanyan devrait participer aux prochaines élections parlementaires arméniennes de 2021 tant que membre de l'Alliance arménienne dirigée par l'ancien président Robert Kocharian.